# Arnebia guttata
Arnebia guttata là loài thực vật có hoa trong họ Mồ hôi. Loài này được Bunge mô tả khoa học đầu tiên năm 1840.